# Суворі кілометри
«Суворі кілометри» — гостросюжетний радянський художній фільм режисера Олега Ніколаєвського, знятий за сценарієм Ігоря Болгарина і Віктора Смирнова на Свердловській кіностудії в 1969 році. Прем'єра фільму відбулася 12 жовтня 1970 року.

## Сюжет
Водій Олексій Воробйов (Микола Мерзлікін) влаштовується на роботу на автобазу, де в результаті нещасного випадку загинув його друг. Олексію вдається з'ясувати, що друг став свідком розкрадань і був убитий.

## У ролях
- Микола Мерзлікін —  Олексій Воробйов, шофер
- Віктор Філіппов —  Летюков, шофер-рвач
- Світлана Старикова —  Гутя Дробот, диспетчер автобази
- Жанна Болотова —  Таня Савицька, радист-метеоролог
- Олексій Чернов —  Федір Матвійович Дробот, автомеханік
- Володимир Кашпур —  Косяков, головний інженер автобази
- Лев Золотухін —  Стрельцов, шофер
- Віталій Бєляков —  Дьяков, шофер
- В'ячеслав Невинний —  старший лейтенант міліції
- Анатолій Дудоров —  Паламарчук, шофер
- Айварс Богданович —  Крумс
- Капитоліна Ламочкіна —  тітка Феня, господиня квартири
- Іван Матвєєв —  Гірьов, шофер
- Борис Новиков —  Чуркін, шофер
- Костянтин Максимов —  Антон Іванович
- Олег Ніколаєвський —  продавець картоплі
- Микола Бадьєв —  Костяшкін, інспектор ветнагляду
- Іван Власов —  Віталій Савицький
- Олександр Киприянов —  Волошка Савицький

## Знімальна група
- Режисер-постановник:  Олег Ніколаєвський
- Автори сценарію:  Ігор Болгарин,  Віктор Смирнов
- Оператор:  Ігор Лукшин
- Композитор:  Лев Степанов
- Художник:  Владислав Расторгуєв